# Vincent Millot
Vincent Millot (Montpellier, 30 gennaio 1986) è un tennista francese inattivo dal 2018.
Raggiunge il suo best ranking in singolare il 10 ottobre 2016 con la 135ª posizione; mentre nel doppio divenne, l'8 maggio 2017, il 490º del ranking ATP. In carriera in singolare, è riuscito a conquistare quattro tornei del circuito futures ed due tornei challenger. Nel 2011 ha superato il torneo di qualificazione dell'Australian Open 2011 venendo però subito eliminato al primo turno dall'austriaco Jürgen Melzer.

## Statistiche

### Tornei minori

#### Singolare

##### Vittorie (2)
| Legenda         |
| Challengers (1) |
| Futures (1)     |

| Numero | Data           | Torneo                                      | Superficie | Avversario in finale | Punteggio        |
| 1.     | 8 marzo 2009   | Canada F1 Futures, Gatineau                 | Cemento    | Todd Paul            | 6-2, 6-4         |
| 1.     | 9 gennaio 2011 | Internationaux de Nouvelle-Calédonie, Numea | Cemento    | Gilles Müller        | 7–6(6), 2-6, 6-4 |

#### Doppio

##### Vittorie (1)
| Legenda         |
| Challengers (0) |
| Futures (1)     |

| Numero | Data           | Torneo                     | Superficie | Compagno       | Avversari in finale              | Punteggio |
| 1.     | 5 ottobre 2008 | France F17 Futures, Nevers | Cemento    | Pierrick Ysern | Alexandre Renard Stéphane Robert | 6-2, 6-4  |

## Risultati in progressione
| Sigla | Risultato               |
| ----- | ----------------------- |
| V     | Vincitore               |
| F     | Finalista               |
| SF    | Semifinalista           |
| O     | Oro olimpico            |
| A     | Argento olimpico        |
| SF    | Bronzo olimpico         |
| QF    | Quarti di Finale        |
| 4T    | Quarto turno            |
| 3T    | Terzo turno             |
| 2T    | Secondo turno           |
| 1T    | Primo turno             |
| RR    | Round Robin             |
| LQ    | Turno di qualificazione |
| A     | Assente                 |
| ND    | Non disputato           |

| Legenda superfici    |
| -------------------- |
| Cemento              |
| Terra battuta        |
| Erba                 |
| Superficie variabile |

### Singolare
| Tornei Grande Slam         |     |     |     |     |     |     |     |     |     |     |
| Australian Open, Melbourne | A   | Q1  | 1T  | A   | Q1  | 2T  | Q3  | Q3  | Q2  | 1-2 |
| Roland Garros, Parigi      | A   | Q2  | 1T  | Q2  | Q3  | Q1  | Q2  | Q2  | Q2  | 0-1 |
| Wimbledon, Londra          | A   | A   | Q1  | Q1  | Q1  | Q2  | 1T  | Q2  | Q3  | 0-1 |
| US Open, New York          | Q1  | Q1  | Q2  | Q2  | A   | Q2  | Q2  | Q2  | 1T  | 0-1 |
| Vittorie-Sconfitte         | 0-0 | 0-0 | 0-2 | 0-0 | 0-0 | 1-1 | 0-1 | 0-0 | 0-1 | 1-5 |

### Doppio
| Tornei Grande Slam         |     |     |     |     |     |     |     |     |     |     |
| Australian Open, Melbourne | A   | A   | A   | A   | A   | A   | A   | A   | A   | 0-0 |
| Open di Francia, Parigi    | A   | A   | A   | A   | A   | A   | A   | 2T  | 1T  | 1-2 |
| Wimbledon, Londra          | A   | A   | A   | A   | A   | A   | A   | A   | A   | 0-0 |
| US Open, New York          | A   | A   | A   | A   | A   | A   | A   | A   | A   | 0-0 |
| Vittorie-Sconfitte         | 0-0 | 0-0 | 0-0 | 0-0 | 0-0 | 0-0 | 0-0 | 1-1 | 0-1 | 1-2 |

### Doppio misto
| Tornei Grande Slam         |     |     |     |     |     |     |     |     |     |     |
| Australian Open, Melbourne | A   | A   | A   | A   | A   | A   | A   | A   | A   | 0-0 |
| Open di Francia, Parigi    | A   | A   | A   | A   | A   | A   | A   | 1T  | 1T  | 0-2 |
| Wimbledon, Londra          | A   | A   | A   | A   | A   | A   | A   | A   | A   | 0-0 |
| US Open, New York          | A   | A   | A   | A   | A   | A   | A   | A   | A   | 0-0 |
| Vittorie-Sconfitte         | 0-0 | 0-0 | 0-0 | 0-0 | 0-0 | 0-0 | 0-0 | 0-1 | 0-1 | 0-2 |